# フアン・センテノ
フアン・センテノ（Juan Centeno, 1989年11月16日 - ）は、プエルトリコのアレシボ出身のプロ野球選手（捕手）。右投左打。現在は、ボストン・レッドソックス傘下所属。

## 経歴

### プロ入りとメッツ時代

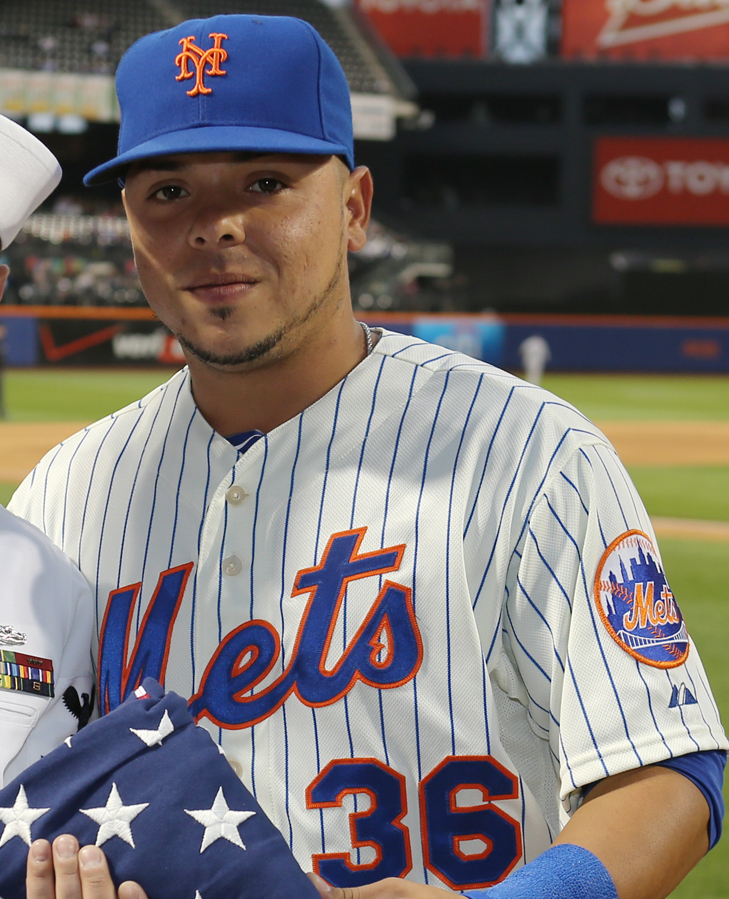
ニューヨーク・メッツ時代
(2014年5月21日)

2007年のMLBドラフト32巡目（全体991位）でニューヨーク・メッツから指名され、6月11日に契約。契約後、傘下のルーキー級ガルフ・コーストリーグ・メッツでプロデビューし、12試合に出場した。
2008年はルーキー級ガルフ・コーストリーグでプレーし、24試合に出場して打率.206を記録した。
2009年はA-級ブルックリン・サイクロンズでプレーし、32試合に出場して打率.164、9打点、1盗塁を記録した。
2010年はA-級ブルックリン、A+級セントルーシー・メッツ、AA級ビンガムトン・メッツでプレー。A-級ブルックリンでは32試合に出場して打率.371、1本塁打、10打点、1盗塁を記録した。
2011年はA+級セントルーシーでプレーし、52試合に出場して打率.318、1本塁打、11打点、3盗塁を記録した。
2012年はAA級ビンガムトンでプレーし、79試合に出場して打率.285、35打点、1盗塁を記録した。
2013年はAA級ビンガムトンで開幕を迎え、6試合に出場後、AAA級ラスベガス・フィフティワンズへ昇格。67試合に出場して打率.305、28打点、1盗塁と結果を残し、9月8日にメッツとメジャー契約を結んでアクティブ・ロースター入りした。9月18日のサンフランシスコ・ジャイアンツ戦でメジャーデビュー。「8番・捕手」として先発起用され、4打数2安打1打点だった。この年メジャーでは4試合に出場して打率.300を記録した。
2014年3月3日にメッツと1年契約に合意。3月18日にAAA級ラスベガスへ配属され、そのまま開幕を迎えた。5月15日にトラビス・ダーノーが7日間の故障者リスト入りしたため、メジャーへ昇格。5試合に出場し、全て先発マスクをかぶったが、5月28日にダーノーが復帰したため、AAA級ラスベガスへ降格した。登録枠が拡大された9月1日に再昇格。この年メジャーでは10試合に出場して打率.200、2打点を記録した。

### ブルワーズ時代
2014年10月31日にウェイバー公示を経てミルウォーキー・ブルワーズへ移籍した。
2015年は10試合に出場して打率.048で、本塁打と打点はともにゼロだった。オフの11月6日にFAとなった。

### ツインズ時代
2015年11月30日にミネソタ・ツインズとマイナー契約を結んだ。
2016年は開幕を傘下のAAA級ロチェスター・レッドウイングスで迎えたが、5月6日にメジャー契約を結んでアクティブ・ロースター入りした。この年はバックアップ捕手の1人として出番を大幅に増やし、55試合に出場。打撃面では打率.261、3本塁打、25打点という成績を記録した。守備面では53試合でマスクを被ったが、6失策・守備率.983・DRS - 5・盗塁阻止率14%と、粗さが目立った。11月18日にマイナー契約でAAA級ロチェスターへ配属された後、23日にFAとなった。

### アストロズ時代
2016年12月15日にヒューストン・アストロズとマイナー契約を結び、2017年のスプリングトレーニングに招待選手として参加することになった。
2017年の開幕はAAA級フレズノ・グリズリーズで迎えたが、5月21日にブライアン・マッキャンの7日間故障者リストの登録に伴い、メジャー契約を結んでアクティブ・ロースター入りした。この年メジャーでは22試合に出場して打率.231、2本塁打、4打点を記録した。

### レンジャーズ時代
2017年11月27日にウェイバー公示を経てテキサス・レンジャーズへ移籍した。
2018年5月3日にDFAとなり、7日にマイナー契約で傘下のAAA級ラウンドロック・エクスプレスへ配属された。この年メジャーでは10試合に出場して打率.162、1本塁打、3打点を記録した。レギュラーシーズン終了後の10月2日にFAとなった。

### レッドソックス時代
2018年11月13日にボストン・レッドソックスとマイナー契約を結び、2019年のスプリングトレーニングに招待選手として参加することになった。
2019年は開幕から傘下のAAA級ポータケット・レッドソックスでプレーし、81試合に出場して打率.248、4本塁打、40打点、2盗塁を記録した。9月1日にメジャー契約を結んでアクティブ・ロースター入りした。この年メジャーでは7試合に出場して打率.133、2打点、1盗塁を記録した。11月4日にマイナー契約でAAA級ポータケットへ配属された後、同日中にFAとなった。

## 詳細情報

### 年度別打撃成績
| 年 度    | 球 団    | 試 合 | 打 席 | 打 数 | 得 点 | 安 打 | 二 塁 打 | 三 塁 打 | 本 塁 打 | 塁 打 | 打 点 | 盗 塁 | 盗 塁 死 | 犠 打 | 犠 飛 | 四 球 | 敬 遠 | 死 球 | 三 振 | 併 殺 打 | 打 率 | 出 塁 率 | 長 打 率 | O P S |
| -------- | -------- | ----- | ----- | ----- | ----- | ----- | -------- | -------- | -------- | ----- | ----- | ----- | -------- | ----- | ----- | ----- | ----- | ----- | ----- | -------- | ----- | -------- | -------- | ----- |
| 2013     | NYM      | 4     | 10    | 10    | 0     | 3     | 0        | 0        | 0        | 3     | 1     | 0     | 0        | 0     | 0     | 0     | 0     | 0     | 1     | 0        | .300  | .300     | .300     | .600  |
| 2014     | NYM      | 10    | 33    | 30    | 1     | 6     | 0        | 0        | 0        | 6     | 2     | 0     | 0        | 0     | 0     | 3     | 0     | 0     | 5     | 2        | .200  | .273     | .200     | .473  |
| 2015     | MIL      | 10    | 23    | 21    | 0     | 1     | 1        | 0        | 0        | 2     | 0     | 0     | 0        | 0     | 0     | 2     | 0     | 0     | 7     | 0        | .048  | .130     | .095     | .226  |
| 2016     | MIN      | 55    | 192   | 176   | 16    | 46    | 12       | 1        | 3        | 69    | 25    | 0     | 0        | 3     | 0     | 12    | 0     | 1     | 38    | 8        | .261  | .312     | .392     | .704  |
| 2017     | HOU      | 22    | 57    | 52    | 5     | 12    | 0        | 0        | 2        | 18    | 4     | 0     | 0        | 1     | 0     | 4     | 1     | 0     | 12    | 2        | .231  | .286     | .346     | .632  |
| 2018     | TEX      | 10    | 38    | 37    | 3     | 6     | 1        | 0        | 1        | 10    | 3     | 0     | 0        | 0     | 0     | 1     | 0     | 0     | 7     | 2        | .162  | .184     | .270     | .454  |
| 2019     | BOS      | 7     | 18    | 15    | 0     | 2     | 0        | 0        | 0        | 2     | 2     | 1     | 0        | 0     | 0     | 2     | 0     | 1     | 2     | 0        | .133  | .278     | .133     | .411  |
| MLB：7年 | MLB：7年 | 118   | 371   | 341   | 25    | 76    | 14       | 1        | 6        | 110   | 37    | 1     | 0        | 4     | 0     | 24    | 1     | 2     | 72    | 14       | .223  | .278     | .323     | .601  |

- 2019年度シーズン終了時

### 年度別守備成績
| 年 度 | 球 団 | 捕手（C） | 捕手（C） | 捕手（C） | 捕手（C） | 捕手（C） | 捕手（C） | 捕手（C） | 捕手（C） | 捕手（C） | 捕手（C） | 捕手（C） |
| 年 度 | 球 団 | 試 合     | 刺 殺     | 補 殺     | 失 策     | 併 殺     | 守 備 率  | 捕 逸     | 企 図 数  | 許 盗 塁  | 盗 塁 刺  | 阻 止 率  |
| ----- | ----- | --------- | --------- | --------- | --------- | --------- | --------- | --------- | --------- | --------- | --------- | --------- |
| 2013  | NYM   | 4         | 28        | 2         | 0         | 0         | 1.000     | 0         | 5         | 4         | 1         | .200      |
| 2014  | NYM   | 9         | 63        | 4         | 2         | 0         | .971      | 1         | 6         | 5         | 1         | .167      |
| 2015  | MIL   | 7         | 44        | 3         | 1         | 0         | .979      | 1         | 3         | 3         | 0         | .000      |
| 2016  | MIN   | 53        | 321       | 34        | 6         | 3         | .983      | 5         | 21        | 18        | 3         | .143      |
| 2017  | HOU   | 22        | 151       | 8         | 2         | 1         | .988      | 6         | 12        | 11        | 1         | .083      |
| 2018  | TEX   | 10        | 67        | 0         | 0         | 0         | 1.000     | 1         | 0         | 0         | 0         | ----      |
| 2019  | BOS   | 5         | 25        | 5         | 0         | 1         | 1.000     | 2         | 5         | 4         | 1         | .200      |
| MLB   | MLB   | 110       | 699       | 56        | 11        | 5         | .986      | 16        | 52        | 45        | 7         | .135      |

- 2019年度シーズン終了時

### 背番号
- 36（2013年 - 2014年）
- 25（2015年）
- 37（2016年）
- 30（2017年）
- 8（2018年）
- 68（2019年）